# Casa de nebuni
Casa nebună sau Azilul este o pictură în ulei pe pânză realizată în perioada 1812-1819 de pictorul spaniol Francisco Goya. Aceasta prezintă un azil de nebuni, cu locatarii săi aflați în ipostaze diferite.
Marcată de arhitectura claustrofobică, singura sursă de lumină a picturii este o fereastră cu bare aflată undeva sus pe perete, menită în mod clar să reprime personajele de jos. Aceste personaje sunt caractere distincte, toate angajate într-un comportament grotesc și jalnic - unul poartă ceea ce pare a fi o coafură cu pene sălbatice, altul se luptă având într-o pălărie tricorn, altul face un gest de binecuvântare privitorului, în timp ce multe dintre celelalte sunt goale.
Subiectul instituțiilor psihiatrice a fost un subiect fierbinte în saloanele iluminismului spaniol și, prin urmare, această pictură ar putea fi menită ca o denunțare a practicii de atunci în acest domeniu. Chiar dacă nu este, Goya a fost întotdeauna atras de reprezentarea nebuniei, deformării sau perversiunii. Unele dintre personaje pot fi, de asemenea, interpretate alegoric, ca o galerie de parodii ale unor persoane puternice din societate, precum clerul sau armata (omul cu tricorn). Dezvoltă subiectul „lumea viselor” și este legat de seria de gravuri a lui Goya Los disparates.
Goya mai prezentase acest subiect în opera sa Curte cu nebuni, dar Casa de nebuni prezintă o varietate mai mare, cu figuri mai puțin nebune, mai puțin pitorești, mai individualizate și mai caracterizate, cu mai multă umanitate și marcate clar ca fiind victime sărace ale marginalizării și respingerii.